# Blue-Mountains-Nationalpark
Der Blue-Mountains-Nationalpark ist ein Nationalpark in der Region der Blue Mountains an der Ostseite der Great Dividing Range im australischen Bundesstaat New South Wales. Er liegt etwa 80 Kilometer westlich von Sydney auf einer von Flüssen durchzogenen Hochebene und umfasst eine Fläche von 2470 Quadratkilometern. Der höchste Punkt des Parks ist der Mount Werong mit 1215 m, den niedrigsten bildet der Nepean River mit 20 m. Der Name des Parks hat seinen Ursprung in der bläulichen, von den Eucalyptus-Bäumen und deren ätherischen Ölen verursachten Lufttrübung.
Der Ursprung des Nationalparks geht auf Planungen zurück, die einen wesentlich größeren als den heute verwendeten Bereich vorsahen. 1959 wurde der Blue-Mountains-Nationalpark gegründet und 2000 erhielt er einen erweiterten Schutzstatus als Teil des Greater Blue Mountains World Heritage Area.
Zwei der größten Flüsse des Parks, Coxs River und der Wollondilly River, fließen in den Lake Warragamba, der Haupttrinkwasserquelle für Sydney. Die Blue Mountains sind Teil des Sydneybeckens, einem Sedimentbecken, das aus Schichten von bis zu 300 Millionen Jahre altem Sedimentgestein besteht. Die Berge, die im Wesentlichen aus den Gesteinen der Narrabeen Group bestehen, wurden durch Anhebung des westlichen Teils des Beckens aus dem Becken hervorgehoben. In jüngerer erdgeschichtlicher Zeit wurden große Bereiche der Region vulkanisch mit Basalt bedeckt, der mittlerweile durch Erosion größtenteils wieder abgetragen wurde und eine Reihe einzelner Bergspitzen zurückgelassen hat.
Der Blue-Mountains-Nationalpark wird von dem Great Western Highway und einer Reihe von Ortschaften, die zur City of Blue Mountains zusammengefasst sind, in zwei Teile, einen nördlichen und einen südlichen geteilt. Der nördliche wird nach Norden hin von der Bells Line of Road begrenzt. Dominierend ist hier das Grose Valley. Im südlichen Teil befinden sich das Jamison Valley mit den Three Sisters sowie das Megalong Valley.

## Tierwelt und Vegetation
In den offenen Wäldern ist der Australische Ameisenigel relativ häufig anzutreffen. Vermutlich halten sich noch einige Koalas, die um 1900 in diesem Gebiet noch häufig anzutreffen waren, im Park auf. Zu den nachtaktiven und daher schwer zu beobachtenden Arten zählen Fuchskusu und verschiedene Gleithörnchenbeutler. Die dichteren Wälder werden darüber hinaus auch von Nasenbeutlern, Breitfußbeutelmäusen, Sumpfwallabys, Riesengleitbeutlern bewohnt. Der größte Räuber unter den Beuteltieren ist der Riesenbeutelmarder, der ebenfalls vor allem dichte Wälder bewohnt. Die Regenwälder bieten beispielsweise Ringbeutlern und Flughunden Lebensraum.
Besonders in den offeneren Gebieten, in denen Gräser und Gehölze nebeneinander vorkommen, leben Nacktnasenwombats,  Rotnackenwallabys, Bergkängurus und Östliche Graue Riesenkängurus.
Das größte Raubtier der Region ist der Dingo, ein verwilderter Hund. Daneben kommen Füchse, Katzen, Pferde und Rinder im Park vor, die ursprünglich nicht heimisch sind, aber teilweise einen negativen Einfluss auf die heimische Tierwelt ausüben.

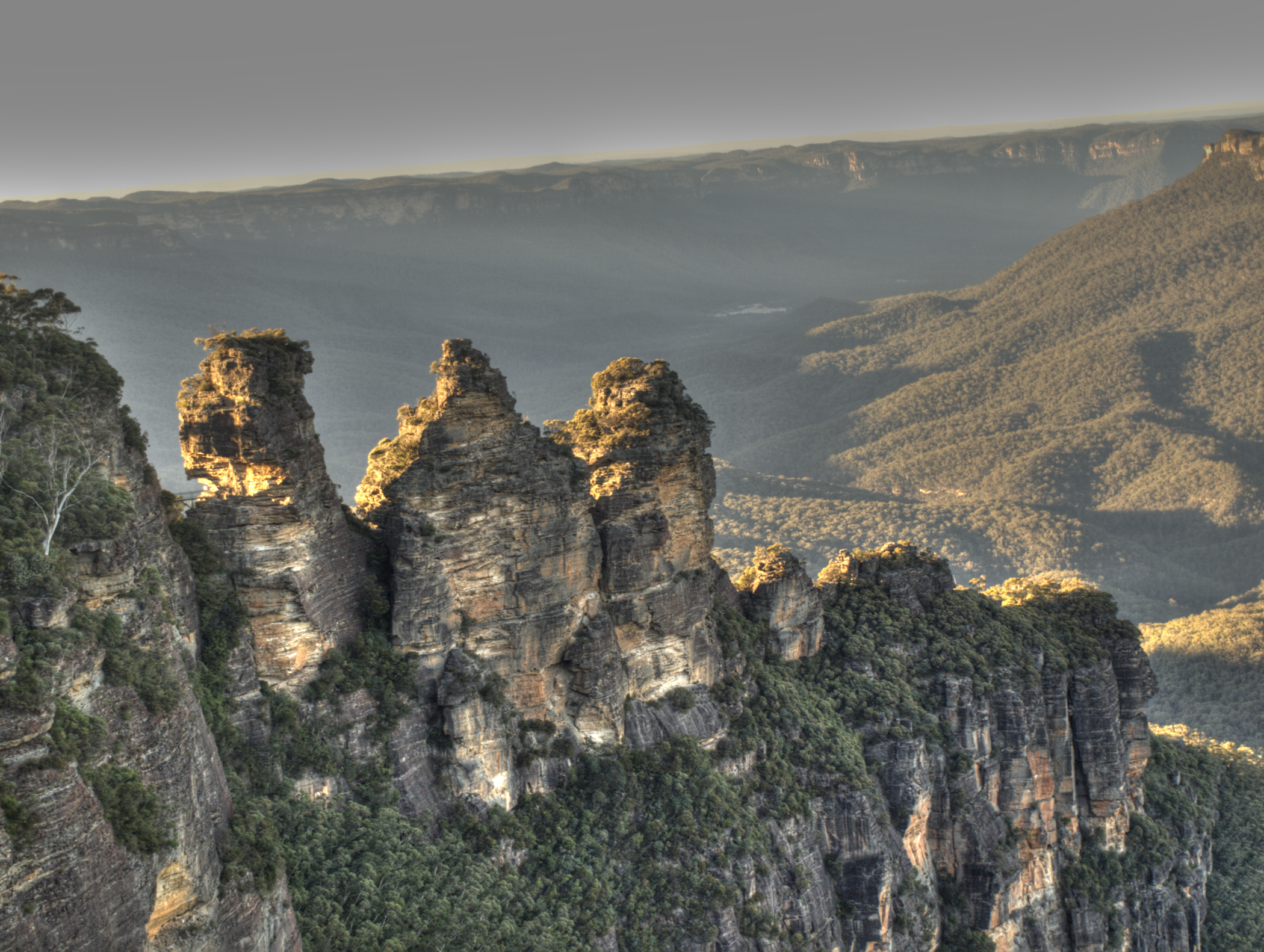
Three Sisters
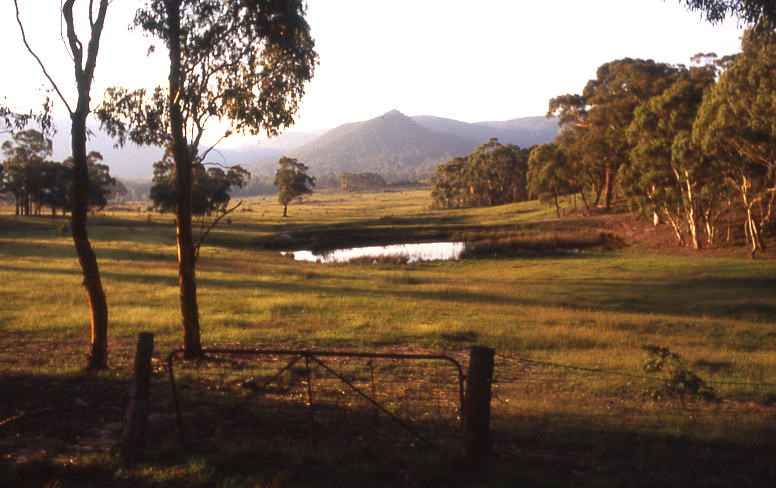
Hartley Vale
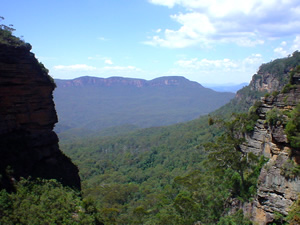
Blue Mountains
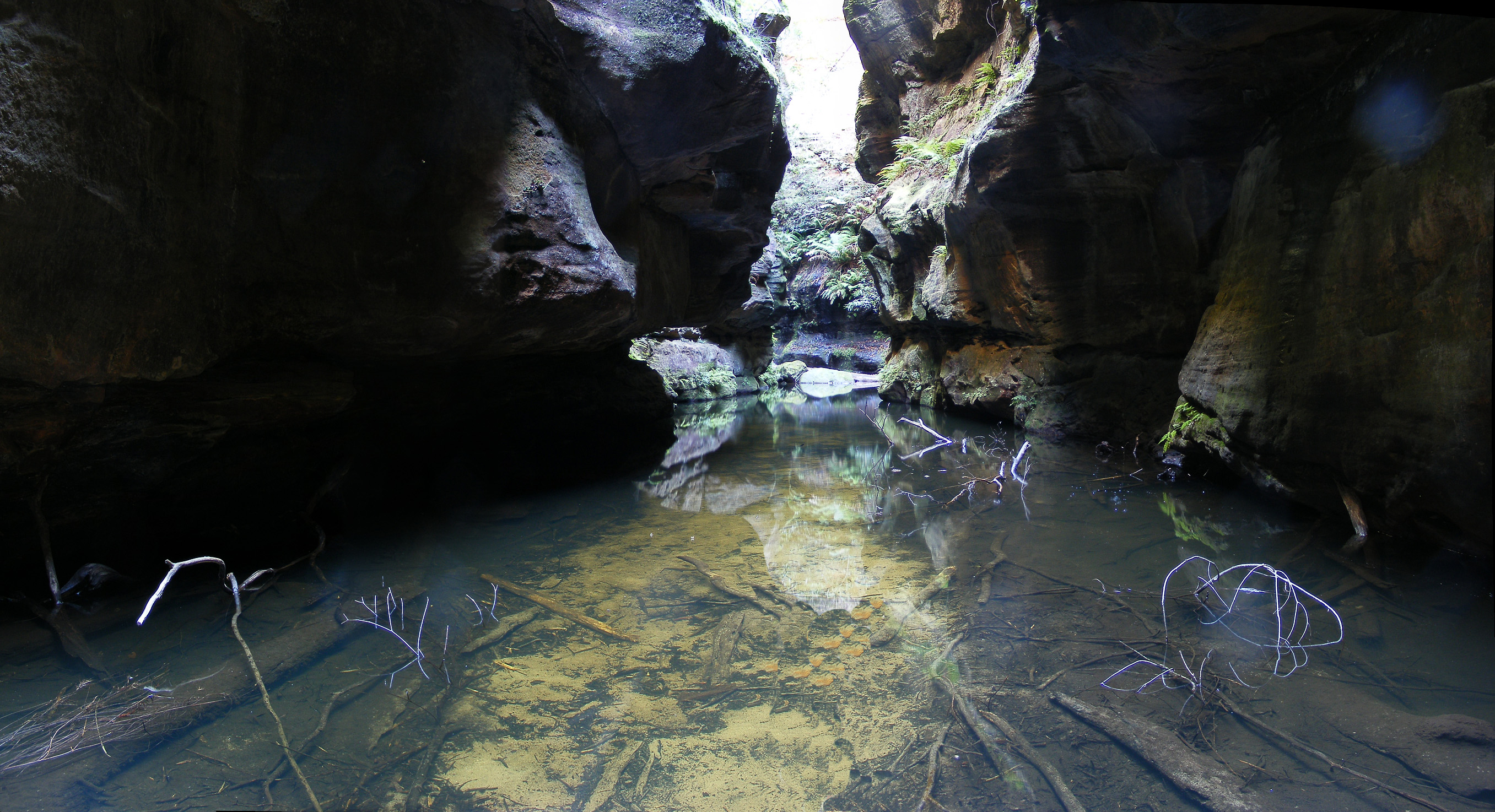
Ende des Neats-Glen-Trails
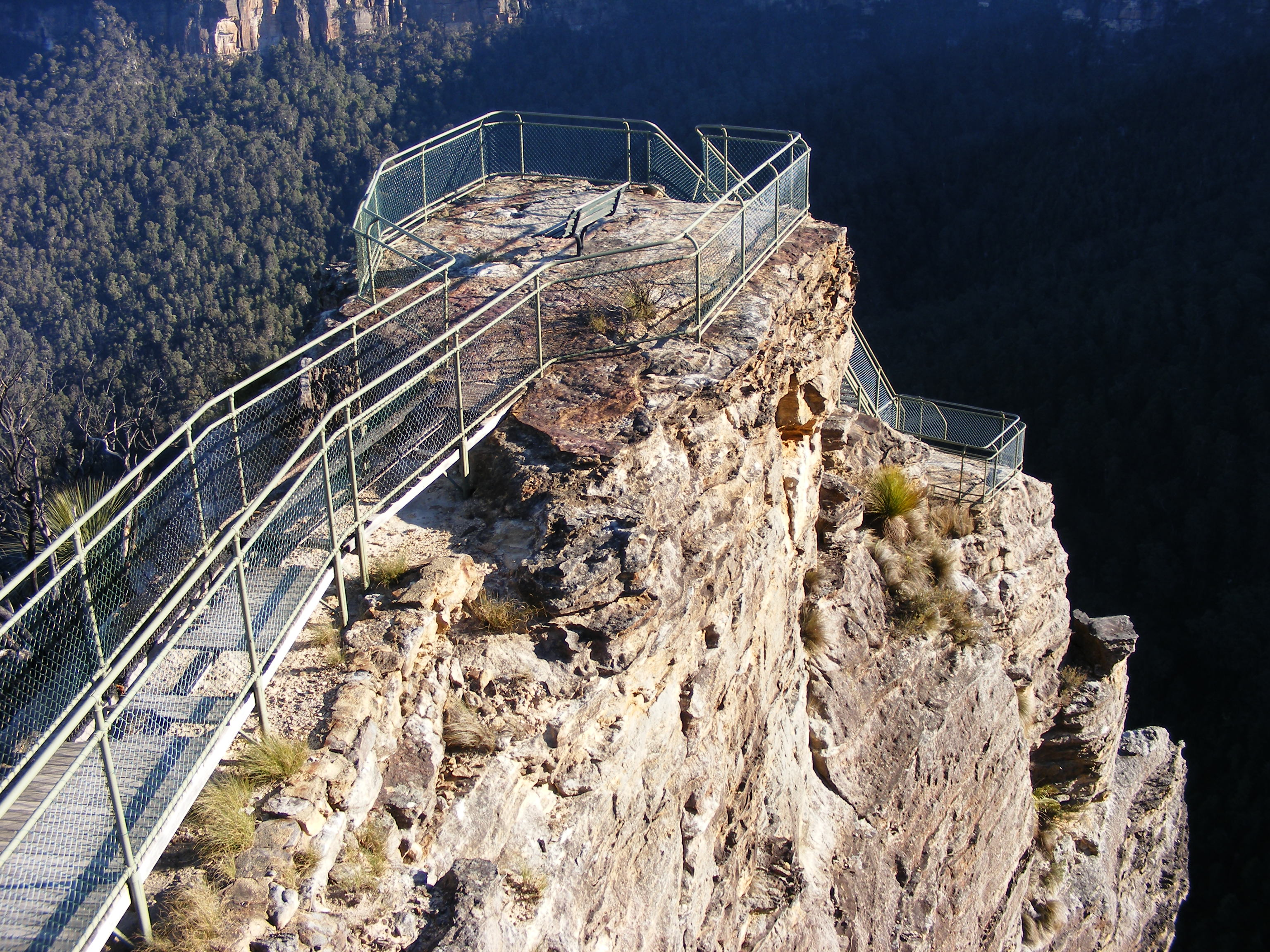
Pulpit Rock
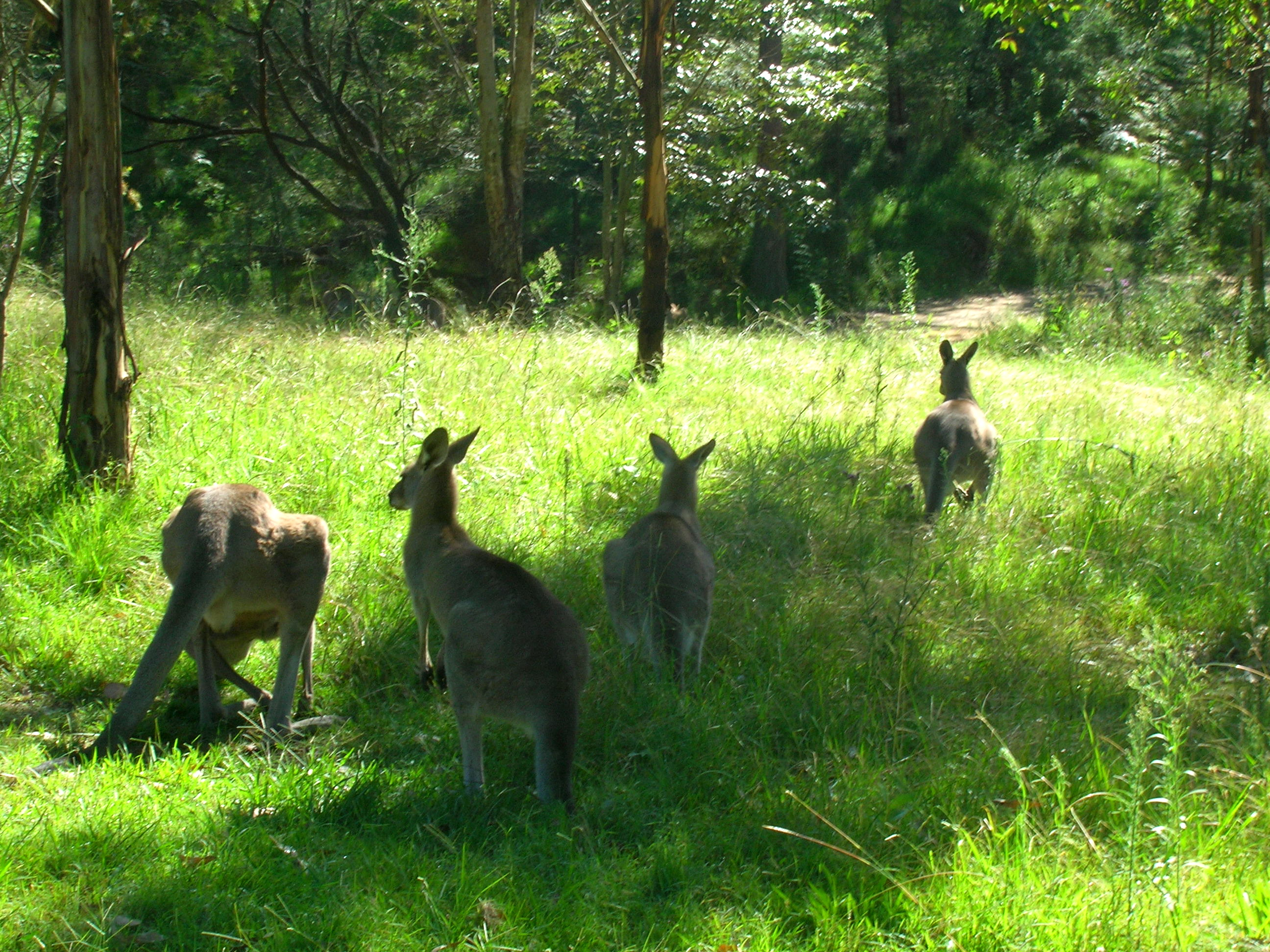
Graue Riesenkängurus
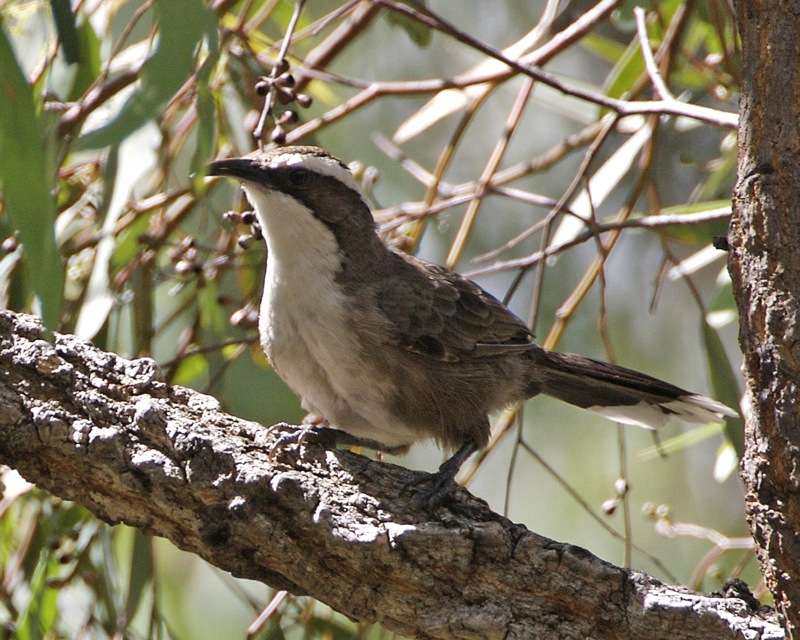
Ein Brauensäbler im Nationalpark